# Alta Car and Engineering Company
La Alta Car and Engineering Company, abbreviata familiarmente in Alta, è stato un costruttore britannico di automobili da competizione attiva dalla fine degli anni venti agli anni sessanta.

## Formula 1
Tra il 1950 e il 1952 partecipò con una propria vettura, la Alta GP, a 6 Gran Premi validi per il campionato mondiale, ottenendo come miglior risultato un 9º posto in gara al Gran Premio del Belgio 1950.
Una più lunga carriera ebbero i suoi motori montati sulle vetture HWM, Cooper e Connaught fino al 1959, e su Connaught-Alta Ron Flockhart ottenne il 3º posto al Gran Premio d'Italia 1956.

### Risultati in Formula 1

#### Come costruttore
Tutti i piloti che hanno partecipato al campionato mondiale di Formula 1 alla guida di una Alta erano iscritti come piloti privati. 
| Anno | Vettura | Motore       | Gomme | Piloti    |     |  |  |  |   |  |  |  | Punti | Pos. |
| ---- | ------- | ------------ | ----- | --------- | --- |  |  |  | - |  |  |  | ----- | ---- |
| 1950 | Alta GP | Alta 1.5 L4c | D     | Crossley  | Rit |  |  |  | 9 |  |  |  |       |      |
| 1950 | Alta GP | Alta 1.5 L4c | D     | Joe Kelly | NC  |  |  |  |   |  |  |  |       |      |

| Anno | Vettura | Motore       | Gomme | Piloti    |  |  |  |  |    |  |  |  | Punti | Pos. |
| ---- | ------- | ------------ | ----- | --------- |  |  |  |  | -- |  |  |  | ----- | ---- |
| 1951 | Alta GP | Alta 1.5 L4c | D     | Joe Kelly |  |  |  |  | NC |  |  |  |       |      |

| Anno | Vettura | Motore       | Gomme | Piloti       |  |  |  |     |    |  |  |  | Punti | Pos. |
| ---- | ------- | ------------ | ----- | ------------ |  |  |  | --- | -- |  |  |  | ----- | ---- |
| 1952 | Alta F2 | Alta 2.0 L4c | D     | P. Whitehead |  |  |  | Rit |    |  |  |  |       |      |
| 1952 | Alta F2 | Alta 2.0 L4c | D     | G. Whitehead |  |  |  |     | 12 |  |  |  |       |      |

#### Come fornitore di motori

##### Bernie Ecclestone
| Anno | Vettura     | Motore | Gomme | Piloti     |  |    |  |  |  |  |     |  |  |  |  | Punti | Pos. |
| ---- | ----------- | ------ | ----- | ---------- |  | -- |  |  |  |  | --- |  |  |  |  | ----- | ---- |
| 1958 | Connaught B | Alta   | D A   | Ecclestone |  | NQ |  |  |  |  |     |  |  |  |  | 0     | 7º   |
| 1958 | Connaught B | Alta   | D A   | Kessler    |  | NQ |  |  |  |  |     |  |  |  |  | 0     | 7º   |
| 1958 | Connaught B | Alta   | D A   | Emery      |  | NQ |  |  |  |  |     |  |  |  |  | 0     | 7º   |
| 1958 | Connaught B | Alta   | D A   | Fairman    |  |    |  |  |  |  | Rit |  |  |  |  | 0     | 7º   |
| 1958 | Connaught B | Alta   | D A   | Bueb       |  |    |  |  |  |  | Rit |  |  |  |  | 0     | 7º   |

##### Cooper
| Anno | Vettura | Motore | Gomme | Piloti      |   |  |  |  |  |   |  |  |  | Punti | Pos. |
| ---- | ------- | ------ | ----- | ----------- | - |  |  |  |  | - |  |  |  | ----- | ---- |
| 1953 | T23     | Alta   | D     | John Barber | 8 |  |  |  |  |   |  |  |  | -     |      |
| 1953 | T23     | Alta   | D     | Wharton     |   |  |  |  |  | 8 |  |  |  | -     |      |

##### Connaught
| Anno | Vettura     | Motore | Gomme | Piloti   |  |    |  |  |  |     |  |  | Punti | Pos. |
| ---- | ----------- | ------ | ----- | -------- |  | -- |  |  |  | --- |  |  | ----- | ---- |
| 1955 | Connaught B | Alta   | D     | Fairman  |  | NQ |  |  |  |     |  |  | -     |      |
| 1955 | Connaught B | Alta   | D     | McAlpine |  |    |  |  |  | Rit |  |  | -     |      |

| Anno | Vettura     | Motore | Gomme | Piloti       |  |  |  |  |  |     |  |     | Punti | Pos. |
| ---- | ----------- | ------ | ----- | ------------ |  |  |  |  |  | --- |  | --- | ----- | ---- |
| 1956 | Connaught B | Alta   | P A   | Fairman      |  |  |  |  |  | 4   |  | 5   | -     |      |
| 1956 | Connaught B | Alta   | P A   | Titterington |  |  |  |  |  | Rit |  |     | -     |      |
| 1956 | Connaught B | Alta   | P A   | Brown        |  |  |  |  |  | Rit |  |     | -     |      |
| 1956 | Connaught B | Alta   | P A   | Leston       |  |  |  |  |  |     |  | Rit | -     |      |
| 1956 | Connaught B | Alta   | P A   | Flockhart    |  |  |  |  |  |     |  | 3   | -     |      |

| Anno | Vettura     | Motore | Gomme | Piloti      |  |     |  |  |  |  |  |  | Punti | Pos. |
| ---- | ----------- | ------ | ----- | ----------- |  | --- |  |  |  |  |  |  | ----- | ---- |
| 1957 | Connaught B | Alta   | D     | Lewis-Evans |  | 4   |  |  |  |  |  |  | -     |      |
| 1957 | Connaught B | Alta   | D     | Bueb        |  | Rit |  |  |  |  |  |  | -     |      |

##### HWM
| Anno | Vettura | Motore | Gomme | Piloti    |     |  |  |  |  |  |  |  |  | Punti | Pos. |
| ---- | ------- | ------ | ----- | --------- | --- |  |  |  |  |  |  |  |  | ----- | ---- |
| 1951 | HWM 51  | Alta   | D     | Abecassis | Rit |  |  |  |  |  |  |  |  | -     |      |
| 1951 | HWM 51  | Alta   | D     | Moss      | 8   |  |  |  |  |  |  |  |  | -     |      |

| Anno | Vettura       | Motore | Gomme | Piloti           |     |  |     |    |     |     |    |    |  | Punti | Pos. |
| ---- | ------------- | ------ | ----- | ---------------- | --- |  | --- | -- | --- | --- | -- | -- |  | ----- | ---- |
| 1952 | HWM 51 HWM 52 | Alta   | D     | Abecassis        | Rit |  |     |    |     |     |    |    |  | -     |      |
| 1952 | HWM 51 HWM 52 | Alta   | D     | Moss             | Rit |  |     |    |     |     |    |    |  | -     |      |
| 1952 | HWM 51 HWM 52 | Alta   | D     | Collins          | Rit |  | Rit | 6  | Rit |     |    | NQ |  | -     |      |
| 1952 | HWM 51 HWM 52 | Alta   | D     | Macklin          | Rit |  | 11  | 9  | 15  |     | 8  | NQ |  | -     |      |
| 1952 | HWM 51 HWM 52 | Alta   | D     | Frère            |     |  | 5   |    |     | Rit |    |    |  | -     |      |
| 1952 | HWM 51 HWM 52 | Alta   | D     | Laurent          |     |  | 12  |    |     |     |    |    |  | -     |      |
| 1952 | HWM 51 HWM 52 | Alta   | D     | Giraud-Cabantous |     |  |     | 10 |     |     |    |    |  | -     |      |
| 1952 | HWM 51 HWM 52 | Alta   | D     | Hamilton         |     |  |     |    | Rit |     | 7  |    |  | -     |      |
| 1952 | HWM 51 HWM 52 | Alta   | D     | Claes            |     |  |     |    |     | 10  |    |    |  | -     |      |
| 1952 | HWM 51 HWM 52 | Alta   | D     | van der Lof      |     |  |     |    |     |     | NC |    |  | -     |      |

| Anno | Vettura | Motore | Gomme | Piloti           |  |  |     |     |     |     |     |     |     | Punti | Pos. |
| ---- | ------- | ------ | ----- | ---------------- |  |  | --- | --- | --- | --- | --- | --- | --- | ----- | ---- |
| 1953 | HWM 53  | Alta   | D     | Macklin          |  |  | Rit |     | Rit | Rit | Rit |     | Rit | -     |      |
| 1953 | HWM 53  | Alta   | D     | Collins          |  |  | 8   | Rit | 13  | Rit |     |     |     | -     |      |
| 1953 | HWM 53  | Alta   | D     | Frère            |  |  |     | 10  |     |     |     | Rit |     | -     |      |
| 1953 | HWM 53  | Alta   | D     | Giraud-Cabantous |  |  |     |     | 14  |     |     |     | 15  | -     |      |
| 1953 | HWM 53  | Alta   | D     | Hamilton         |  |  |     |     |     | Rit |     |     |     | -     |      |
| 1953 | HWM 53  | Alta   | D     | Fairman          |  |  | Rit | Rit | Rit | Rit |     | Rit | Rit | -     |      |
| 1953 | HWM 53  | Alta   | D     | Scherrer         |  |  |     |     |     |     |     | 9   |     | -     |      |
| 1953 | HWM 53  | Alta   | D     | Fitch            |  |  |     |     |     |     |     |     | Rit | -     |      |

| Anno | Vettura | Motore | Gomme | Piloti  |  |  |  |     |  |  |  |  |  | Punti | Pos. |
| ---- | ------- | ------ | ----- | ------- |  |  |  | --- |  |  |  |  |  | ----- | ---- |
| 1954 | HWM 53  | Alta   | D     | Macklin |  |  |  | Rit |  |  |  |  |  | -     |      |

##### Rob Walker Racing Team
| Anno | Vettura     | Motore | Gomme | Piloti |  |  |  |  |  |     |  | Punti | Pos. |
| ---- | ----------- | ------ | ----- | ------ |  |  |  |  |  | --- |  | ----- | ---- |
| 1955 | Connaught B | Alta   | D     | Walker |  |  |  |  |  | Rit |  | -     |      |
| 1955 | Connaught B | Alta   | D     | Rolt   |  |  |  |  |  | Rit |  | -     |      |

##### Privati
| Anno | Vettura | Motore | Gomme | Piloti |  |  |    |  |     |     |  |    |  | Punti | Pos. |
| ---- | ------- | ------ | ----- | ------ |  |  | -- |  | --- | --- |  | -- |  | ----- | ---- |
| 1952 | HWM 52  | Alta   | D     | Gaze   |  |  | 15 |  | Rit | Rit |  | NQ |  |       |      |

| Anno | Vettura    | Motore | Gomme | Piloti       |  |  |  |  |  |   |  |  |  | Punti | Pos. |
| ---- | ---------- | ------ | ----- | ------------ |  |  |  |  |  | - |  |  |  | ----- | ---- |
| 1953 | Cooper T24 | Alta   | D     | P. Whitehead |  |  |  |  |  | 9 |  |  |  |       |      |

| Anno | Vettura    | Motore | Gomme | Piloti       |  |  |  |  |     |  |  |  |  | Punti | Pos. |
| ---- | ---------- | ------ | ----- | ------------ |  |  |  |  | --- |  |  |  |  | ----- | ---- |
| 1954 | Cooper T24 | Alta   | D     | P. Whitehead |  |  |  |  | Rit |  |  |  |  |       |      |

| Anno | Vettura            | Motore | Gomme | Piloti    |  |  |  |  |  |     |  |  |  | Punti | Pos. |
| ---- | ------------------ | ------ | ----- | --------- |  |  |  |  |  | --- |  |  |  | ----- | ---- |
| 1955 | Connaught B HWM 53 | Alta   | D     | Marr      |  |  |  |  |  | Rit |  |  |  |       |      |
| 1955 | Connaught B HWM 53 | Alta   | D     | Whiteaway |  |  |  |  |  | Rit |  |  |  |       |      |

| Anno | Vettura              | Motore | Gomme | Piloti |  |  |  |     |  |     |  |  |  | Punti | Pos. |
| ---- | -------------------- | ------ | ----- | ------ |  |  |  | --- |  | --- |  |  |  | ----- | ---- |
| 1956 | Emeryson Connaught B | Alta   | P D   | Emery  |  |  |  |     |  | Rit |  |  |  |       |      |
| 1956 | Emeryson Connaught B | Alta   | P D   | Scotti |  |  |  | Rit |  |     |  |  |  |       |      |

| Anno | Vettura     | Motore | Gomme | Piloti |  |  |  |  |  |  |  |  |     | Punti | Pos. |
| ---- | ----------- | ------ | ----- | ------ |  |  |  |  |  |  |  |  | --- | ----- | ---- |
| 1959 | Connaught C | Alta   | D     | Said   |  |  |  |  |  |  |  |  | Rit |       |      |

| Legenda | 1º posto     | 2º posto | 3º posto    | A punti         | Senza punti/Non class.  | Grassetto – Pole position Corsivo – Giro più veloce |
| Legenda | Squalificato | Ritirato | Non partito | Non qualificato | Solo prove/Terzo pilota | Grassetto – Pole position Corsivo – Giro più veloce |